# Lecanora vrangii
Lecanora vrangii är en lavart som beskrevs av Gustaf Oskar Andersson Malme. Lecanora vrangii ingår i släktet Lecanora, och familjen Lecanoraceae. Arten är reproducerande i Sverige.